# Standpunkt (Zeitschrift)
Der Standpunkt war eine 1973 bis 1990 erschienene Monatszeitschrift der DDR, die sich mit Christen und Kirche in der DDR auseinandersetzte. Insgesamt erschienen siebzehn Jahrgänge. Die Auflage lag zwischen 2500 und 3000 Exemplaren. Die Zeitschrift, die der CDU der DDR nahestand, war, wie ihre Vorgängerin Glaube und Gewissen, eine parteinahe Führungszeitschrift; der Standpunkt habe „vor allem die Leitlinien der DDR-Kirchenpolitik vertreten“.

## Vorgeschichte
In der DDR waren in den 1950er Jahren zwei evangelische (Monats-)Zeitschriften begründet worden, die außerhalb der kirchlichen Publizistik erschienen und als „staatsnah“ angesehen wurden: 1955 (im VEB Verlag Max Niemeyer Halle, in dem in früheren Zeiten auch theologische Schriften herausgegeben worden waren) Glaube und Gewissen, vier Jahre später das Evangelische Pfarrerblatt (im Eigenverlag) als Organ des Bundes Evangelischer Pfarrer in der DDR.
Während sich die erstgenannte Zeitschrift mehr an Gemeindeglieder richtete und daher eine mehr oder weniger gelungene Melange eher erbaulicher Betrachtungen sowie Erzählungen und auf aktuelle politische und kirchenpolitische Fragen bezogener Aufsätze bot, setzte das Evangelische Pfarrerblatt auf theologische Debatten und geistig-politische Auseinandersetzungen. Das Evangelische Pfarrerblatt fand daher – ganz im Gegensatz zu Glaube und Gewissen – in allerdings quantitativ begrenztem Rahmen durchaus Resonanz in Theologie und Kirche.
Da sich beide Zeitschriften, unabhängig von der charakterisierten Differenzierung, zielführend dafür eingesetzt hatten, dass die evangelischen Kirchen in der DDR ihren Platz in der realen sozialistischen Gesellschaft finden und einnehmen sollten, war nach Bildung des Bundes der Evangelischen Kirchen in der DDR (1969) und nach der offiziellen Akzeptanz des Bundes (1971) beiden Zeitschriften letztlich der Boden entzogen.
Daher kam es 1971/72 in den Kreisen der sogenannten fortschrittlichen Pfarrer und Theologen zu vielfältigen Diskussionen darüber, welche Reaktion in der Publizistik auf diese neue Situation erfolgen sollte. Schließlich kristallisierte sich (von ihren Machern als Kompromiss empfunden) der Plan einer Fusion der beiden Zeitschriften zu einer allerdings ganz neuen heraus.
Angesichts dieser Situation sah die Führung der DDR-CDU die Chance, mit dieser Zeitschrift ein Blatt in ihrem Verlag herausbringen zu können. Bisher nämlich hatte die CDU – schon beginnend in den 1950er Jahren – vergeblich versucht, die Lizenz zu einer theoretisch und kulturpolitisch orientierten Zeitschrift zu erhalten.
So kam im Januar 1973 das erste Heft des Standpunkt im Union Verlag heraus, wobei – bedingt auch durch die in der DDR üblichen technologischen Probleme – das vorgesehene Layout erst ab Heft 5/1973 wirksam werden konnte, so dass die ersten vier Hefte ein besonders schlichtes Äußeres boten.

## Orientierung desStandpunkt

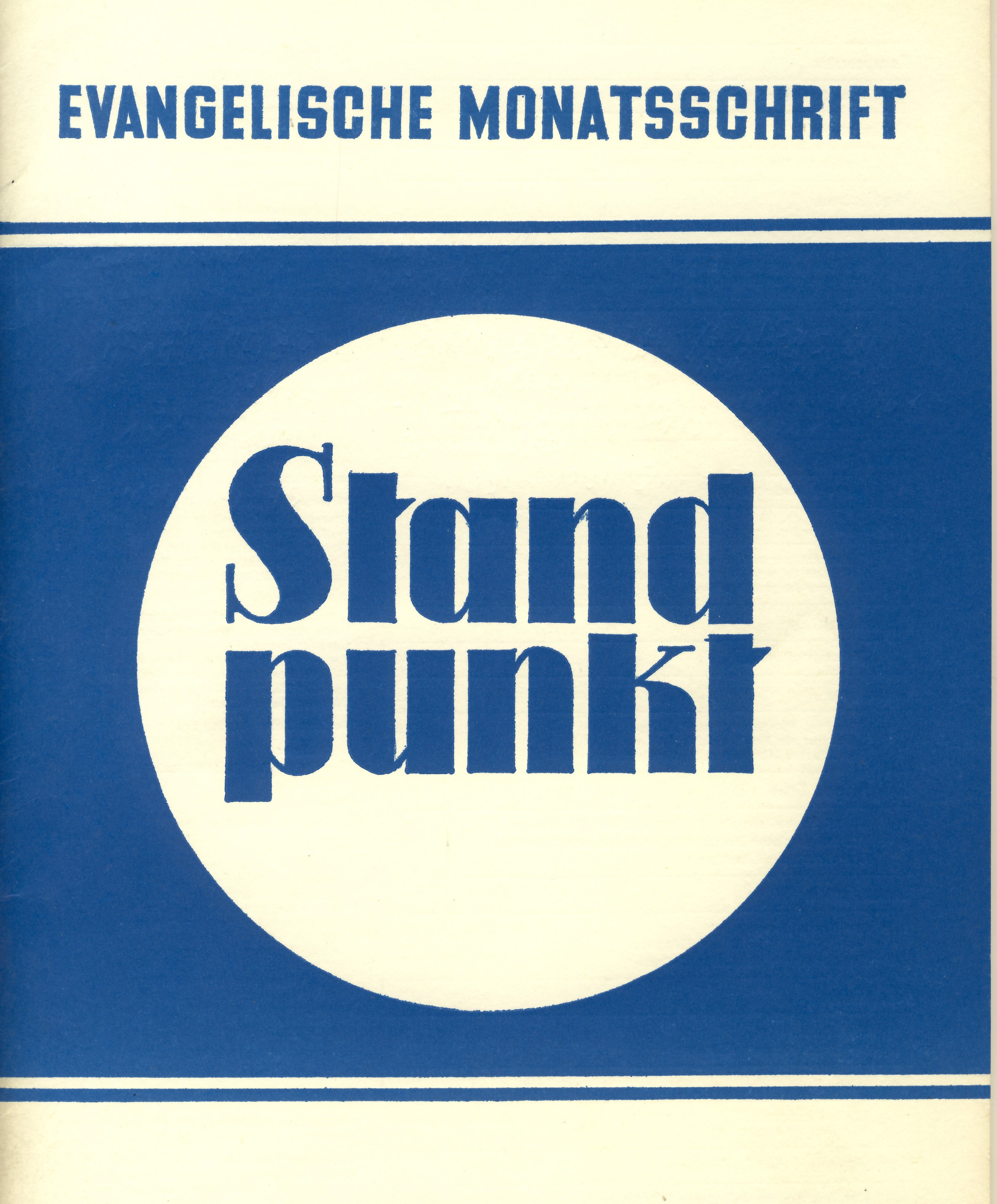
Titelblatt

Auch inhaltlich musste der Herausgeberkreis eine Linie finden. Im ersten Jahrgang waren deutliche „Traditionslinien“ der beiden früheren Zeitschriften sichtbar, was ins Leere führen musste, wie der langjährige Chefredakteur und spätere Herausgeber Günter Wirth betonte, weshalb er seit 1974 auf eine neue Orientierung drängte. Sie wurde bis 1989/90 durchgehalten. Einerseits ging es darum, theologisch und in mancher Hinsicht auch ganz pragmatisch die Probleme der Kirche im Sozialismus zu behandeln, also die der Gemeindepraxis, der Predigt, der Diakonie – letztlich dieser und anderer Dimensionen der „Zeugnis- und Dienstgemeinschaft“ (jener frühen Synodenformel, die recht eigentlich den Inhalt der Formel von Kirche im Sozialismus ausmacht). Dann ging es um die Beziehung der Kirchen in der DDR zur Ökumene, sowohl in Gestalt des Ökumenischen Rates der Kirchen (ÖRK) wie der konfessionellen Weltbünde, nicht zuletzt in angemessener Weise mit spezifischen Entwicklungen des Protestantismus der Bundesrepublik. Schließlich traten Kirche und Öffentlichkeit (die „Kirchenpolitik“) ins publizistische „Visier“, wobei ab 1974 als anmaßend empfundene Forderungen gegenüber den Kirchen (wie sie in den früheren Zeitschriften üblich waren) zurücktraten.

## Kulturprotestantischer Ansatz
Recht eigentlich waren es die Bereiche des kirchlichen kulturellen Lebens bzw. der schöpferischen Arbeit christlicher Kulturschaffender überhaupt sowie relevante und gleichzeitig allgemein interessierende Probleme der Kirchengeschichte, die für die publizistische Arbeit des Standpunkt im Mittelpunkt standen, quantitativ wie vom Radius der mit solchen Themen (in Aufsätzen, Interviews, Rezensionen und anderen Genres) befassten Autoren.
Die Redaktion orientierte in der Zusammenführung der Themenbereiche darauf, etwa für den kirchlich-theologischen Bereich Autorinnen und Autoren aus den Zentren des kirchlichen Lebens und der theologischen Wissenschaft zu gewinnen. In der Tat kamen, nach einem ursprünglichen Zögern, fast alle evangelischen Bischöfe und leitenden freikirchlichen Amtsträger in Interviews, in eigenen Aufsätzen oder durch den Abdruck von Vorträgen bzw. Predigten zu Wort.

## Ausfüllung der Formel „Kirche im Sozialismus“
Erörtert werden sollten Themen, die sich auf die Formel „Kirche im Sozialismus“ bezogen, weiter theologische und ethische Auseinandersetzungen, das Verhältnis von Christentum und Naturwissenschaften, von Glaube und Vernunft, die Religionsphilosophie usw. Kirchengeschichtliche Analysen richteten ihr Augenmerk auf sogenannte „irreguläre“ Strömungen sozial fortschrittlicher Theologen und Pfarrer, christlich-pazifistische Bewegungen, antifaschistische Aktionen und Optionen von Christen im Kontext des Kirchenkampfes, die Protagonisten des Kampfes gegen die Apartheid in Südafrika und die Rassentrennung in den USA. Die Herausgeber suchten die Vermittlung theologischer Forschungsergebnisse und spezifischer kirchlicher bzw. konfessioneller Spezifika und Traditionen in anderen sozialistischen Ländern, nicht zuletzt auch aus der Orthodoxie in der UdSSR, Rumänien, Bulgarien und Polen.

## Protestantisch-Bildungsbürgerliches
Was den Bereich des Kulturellen oder des Protestantisch-Bildungsbürgerlichen angeht, wurde auch in ihm ein weiter Radius des Autorenkreises angestrebt und tatsächlich erreicht. Dies galt für die Kirchenmusik und die Literatur, aber auch die bildende Kunst, zumal hierzu jährlich mehrere Kunstdruckbeilagen beigegeben wurden (diese hatten freilich mitunter auch andere Themen, etwa Wiedergabe von Dokumenten und Fotos bestimmter Persönlichkeiten usw., zum Gegenstand). Eine besondere Rolle spielte für die publizistische Arbeit des Standpunkt der Rückgriff auf das christliche kulturelle Erbe (zumal auch hinsichtlich des Kirchenbaus und von Denkmalen). Im Übrigen wurden die ökumenischen Dimensionen schöpferischen Wirkens von evangelischen (oder katholischen) Christen berücksichtigt. In Kreisen der sorbischen Intelligenz wurde stark beachtet, was diese Zeitschrift hinsichtlich der Behandlung des sorbischen Kulturschaffens wie des kirchlichen Lebens leistete. In den letzten Jahrgängen wurden im Zusammenhang mit Geburtstagswürdigungen oder Nachrufen Bibliographien der betreffenden Persönlichkeiten abgedruckt.
Ein Spezifikum des Standpunkt – und insofern war er „staatsnah“ – bestand darin, dass sich auch Vertreter der Regierung bzw. von gesellschaftlichen Organisationen in Abweichung von der strikten Staat-Kirche-Trennung von dieser Zeitschrift zu Interviews einladen ließen, wenn es um originäre kirchliche Themen ging (z. B. den Gesundheitsminister zu Fragen der Hilfe des Staates für die Klärung von Problemen der Diakonie, die auch offizielle Entscheidungen verlangten).
Der Druck der Zeitschrift erfolgte in der VOB Union Druckerei Dresden.

## Begründer und Herausgeber
Die Begründer der Zeitschrift waren – neben Günter Wirth – unter anderem Pfarrer Götz Bickelhaupt; Walter Bredendiek; Pfarrer Walter Feurich; Domprediger Karl Kleinschmidt; Gerhard Lotz, Carl Ordnung und Pfarrer Georg Schäfer.
Der Herausgeberkreis bestand aus  Karl-Heinz Bernhardt, Berlin;  Ilse Bertinetti, Potsdam; Anneliese Feurich, Dresden;  Heinrich Fink, Berlin; Katechet Herbert Gerhardt, Nordhausen; Klaus-Peter Gerhardt, Berlin; Pfarrer Hans Gottschalk, Schönebeck (Elbe); Pfarrer H. Greulich, Berlin; Manfred Haustein, Leipzig; Karl Hennig, Berlin; Brigitte Kahl, Schöneiche; Oberkirchenrat Hartmut Mitzenheim, Eisenach; Hans Moritz, Markkleeberg; Carl Ordnung, Berlin; Pfarrer Bruno Schottstädt, Berlin; Pastor Bruno Theek, Ludwigslust; Herbert Trebs, Berlin; Günter Wirth, Berlin; Peter Zimmermann, Leipzig.

## Auszeichnungen
- Emil-Fuchs-Plakette
- Deutsche Friedensmedaille des Friedensrates der DDR